# Georthocladius curticornus
Georthocladius curticornus är en tvåvingeart som beskrevs av Ole Anton Saether 1982. Georthocladius curticornus ingår i släktet Georthocladius och familjen fjädermyggor.
Artens utbredningsområde är South Carolina. Inga underarter finns listade i Catalogue of Life.